# كارلوس أولبرغ
كارلوس ساو موري أولبرغ (بالإنجليزية: Carlos Sao Murry Ulberg؛ مواليد 17 نوفمبر 1990) هو مُقاتل فنون قتالية مختلطة نيوزيلندي.

## وصلات خارجية
- كارلوس أولبرغ على موقع بوكس ريك (الإنجليزية) (registration required)
- كارلوس أولبرغ على موقع يو إف سي (الإنجليزية)
- كارلوس أولبرغ على موقع شيردوغ (الإنجليزية)
- كارلوس أولبرغ على موقع Tapology.com (الإنجليزية)